# FLIR
FLIR Systems — крупнейшая в мире коммерческая компания, специализирующаяся на разработке и производстве тепловизоров, компонентов и датчиков изображения. Основана в 1978 году Уилсонвилле, штат Орегон, США. Компания производит тепловизионные камеры и компоненты для широкого спектра коммерческих и государственных применений. FLIR имеет индекс S & P 500 с годовой выручкой свыше 1,5 млрд долларов США в год по состоянию на 2014 год. Весной 2013 года Эндрю Тейх стал главным исполнительным директором и президентом FLIR после ухода на пенсию графа Льюиса. Количество работников компании — 2741 человек по всему миру.

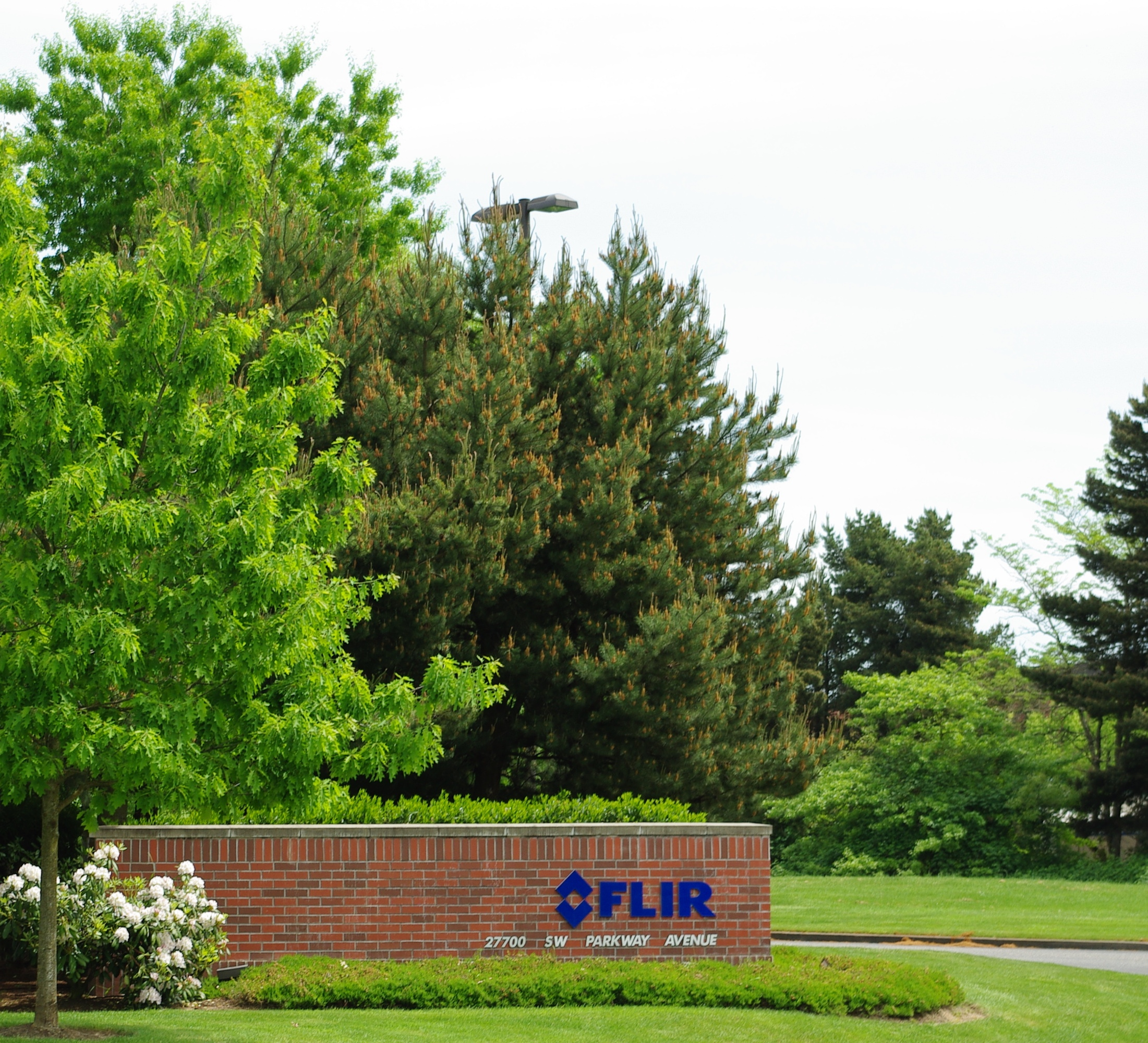
Вход в штаб-квартиру компании в Уилсонвилле, штат Орегон, рядом с кампусом Mentor Graphics.

4 января 2021 года американский промышленный конгломерат Teledyne Technologies объявил о покупке производителя тепловизионных камер Flir Systems. Стоимость сделки составила $8 млрд, $56 в расчёте на одну акцию продаваемой компании, что на 40 % больше среднего курса котировок за 30 торговых сессий на бирже.

## Продукция
FLIR Systems продает потребительские и коммерческие тепловизионные камеры для смартфонов. FLIR ONE доступен в трех поколениях и ограничен 9 кадрами в секунду из-за проблем регулирования США. Тепловизионная камера  может быть использована для обнаружения утечек воды и воздуха.